# Меланед, Михаил Наумович
Михаи́л Нау́мович Мелане́д — главный диктор ленинградского радио, вёл фронтовые радиорепортажи во время Великой Отечественной войны.
По воспоминаниям слушателей он великолепно читал тексты и его называли ленинградским Левитаном. Во время блокады он в радиоэфире объявлял воздушную тревогу. Объявил о полном снятии блокады Ленинграда.

## В кинематографе
В мини-сериале 2007-го года «Ленинград» присутствует вспомогательная линия безымянного ленинградского диктора, который, сидя в радиорубке, объявляет о начале/окончании тревоги, а также оповещает город об изменении норм хлеба. В последней серии, после очередного объявления тревоги, диктор умирает по неизвестным причинам (скорее всего, от голода). Пришедший в радиорубку человек, пытаясь разбудить диктора, называет его «Мишей», что является отсылкой к Михаилу Меланеду, передачи которого во время блокады порой прекращались голодным обмороком.

## Цитата
Как-то во время воздушного налета фашистских стервятников и артобстрела мы с Федоровой читали из радиостудии передачу для партизан Ленинградской области. Вдруг взрыв. Здание нашего Радиодома вздрогнуло, где-то совсем рядом упала бомба, разорвался снаряд. Мы продолжали читать. Взрывной волной выбило оконную раму в студии, осколок попал в дикторский пульт. Но прекратить передачу нельзя: нас слушают народные мстители…

## Награды
- Медаль «За оборону Ленинграда» (3 июня 1943)[4]